# Stettiner FC Titania
Der Stettiner FC Titania war ein Stettiner Fußballverein.

## Geschichte

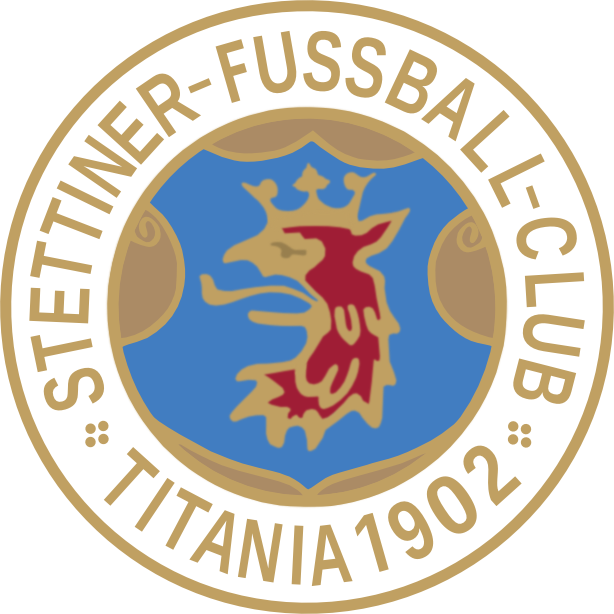
Altes Logo des Stettiner FC Titania

Der Verein wurde am 12. Juli 1902 gegründet. 1903 erfolgte eine Fusion mit dem Stettiner FV Urania zum Stettiner FV Urania/Titania. Diese Fusion hielt jedoch nur ein paar Monate und beide Vereine lösten die Fusion wieder auf.
Im Jahr 1920 wurde der FC Titania durch Siege gegen den VfB Danzig (1:0) und SV Prussia-Samland Königsberg (2:1) als erster Stettiner Verein Baltenmeister. Dies hätte 1922 fast wiederholt werden können, doch der Titel ging an den Lokalrivalen Stettiner SC.
Ihre Heimspiele bestritt Titania, auch genannt die „Löwen von Zabelsdorf“, entweder auf dem selbsterrichteten Sportplatz Deutscher Berg (2.500 Plätze) oder auf dem Richard-Lindemann-Sportplatz (16.000 Plätze).
In der Endrunde um die deutsche Meisterschaft war die Titania regelmäßig überfordert; in sieben Endrundenpartien kam sie lediglich auf einen Sieg. Dieser gelang 1920 gegen SV Arminia Hannover. Titania siegte hier mit 2:1 nach Verlängerung gegen die Hannoveraner.
Viel häufiger war die Titania in ihren Endrundenspielen jedoch hoffnungslos unterlegen, wie beim 1:9 gegen Holstein Kiel am 8. Mai 1927. Nur zwei Jahre später verlor man gegen Tennis Borussia Berlin in der Verlängerung mit 2:3.
In der Folgezeit geriet die Titania immer mehr ins Hintertreffen im Vergleich zu den anderen Stettiner Clubs. Mit hohem finanziellen Einsatz versuchte man gegen zu steuern, was 1930 zum Konkurs von Titania Stettin führte. Nach dem Konkurs schlossen sich die verbliebenen Mitglieder dann dem VfL Stettin an und Titania wurde aufgelöst.

## Erfolge
- Baltischer Fußballmeister: 1920, 1927
- Teilnahme an der Endrunde zur Deutschen Meisterschaft: 1919/20, 1921/22, 1924/25, 1926/27, 1928/29, 1929/30